# Andreï Vladimirovitch de Russie
Andreï Vladimirovitch de Russie, plus connu en France sous le nom de grand-duc André de Russie (en langue russe :  Андрей Владимирович Романов ; 14 mai 1879 à Tsarskoïe Selo - 30 octobre 1956 à Paris 16e) est un grand-duc de Russie qui fut major-général de Sa Majesté Impériale, commandant des gardes du corps d'artillerie à cheval de la Garde, nommé sénateur le 2 mars 1911.

## Biographie
C'est le 4e fils du grand-duc Vladimir Alexandrovitch de Russie et de Marie Pavlovna, née princesse de Mecklembourg-Schwerin.

## Mariage
Le grand-duc André de Russie épousa à Cannes le 30 janvier 1921 Mathilde Felixovna Kschessinskaïa, titrée princesse  Romanovskaïa-Krassinskaïa.

### Descendance
De cette union naquit avant mariage Vladimir Andréïevitch Romanoff, prince Romanovsky-Krasinsky (30 juin 1902-23 avril 1974).

## Biographie
Le grand-duc André étudie d'abord sous la supervision de précepteurs, puis il est inscrit à l'école Saint-Michel de Saint-Pétersbourg et obtient son diplôme de sortie, en 1892. Il commence sa carrière militaire le 25 novembre 1895. Le 2 mai 1898, il est promu sous lieutenant et en 1908, il sort diplômé en droit de l'Académie militaire. Il est nommé colonel, le 18 avril 1910 et reçoit le commandement de la 5e batterie d'artillerie de la Garde à cheval. Du 8 juillet 1911 au 26 février 1914, commande le 6e régiment de cosaques du Don et un régiment d'artillerie de la Garde à cheval à partir du 7 mai 1915. Le 3 avril 1917, comme tous les membres de la famille impériale, il est rayé de la liste de l'armée et ses pensions lui sont supprimées.
Le grand-duc était major-général de Sa Majesté impériale de Russie, commandant du 130e régiment de cavalerie de Kherson (7 mai 1915).

### Révolution russe
Le grand-duc André est assigné à résidence après le début de la révolution d'Octobre, avec sa mère et son frère, le grand-duc Boris. Ils sont d'abord dans une ville d'eau, Kislovodsk dans le Caucase, puis le 4 janvier 1920, le grand-duc se rend à Novorossiisk.

### L'exil

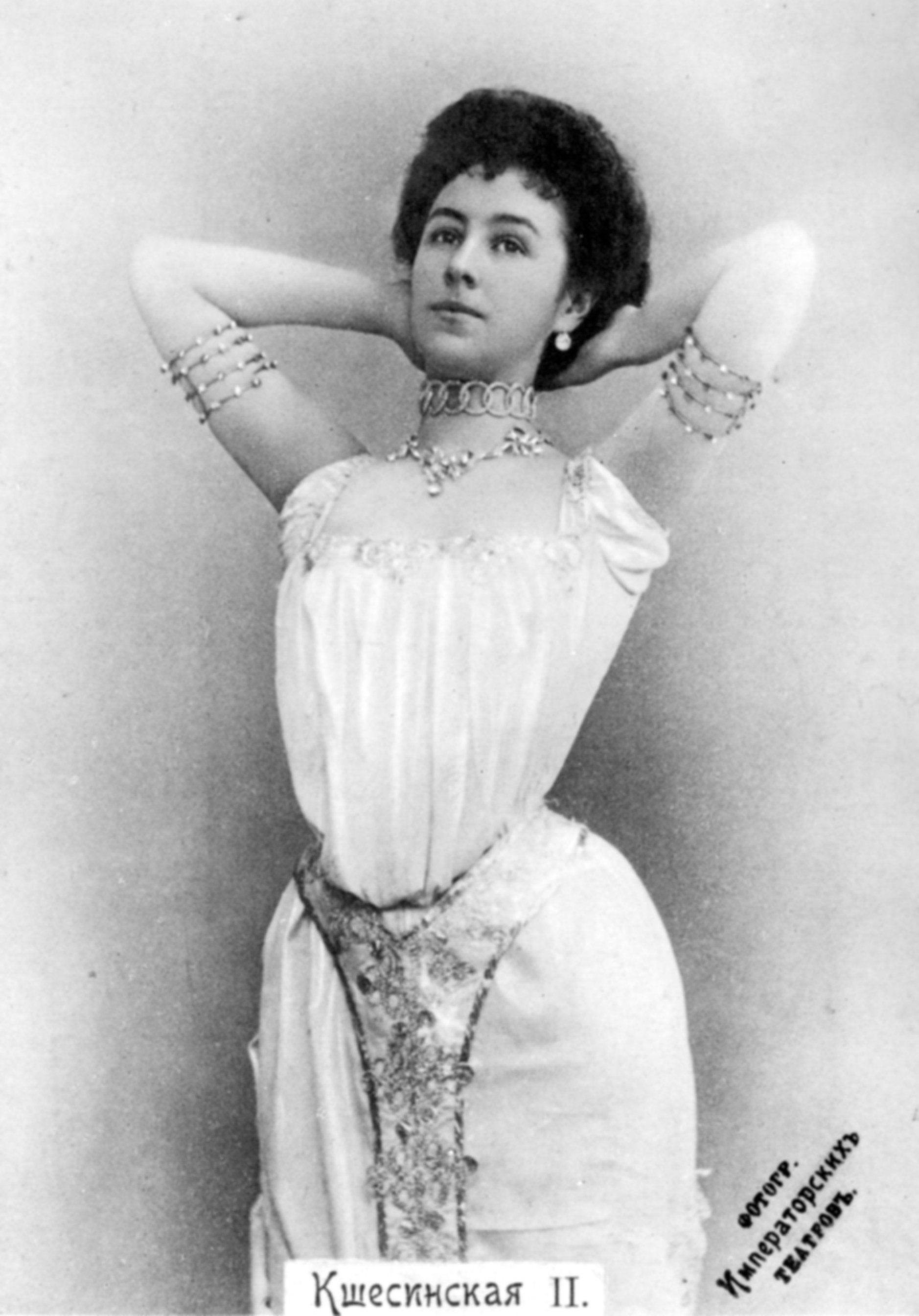
Mathilde Kschessinskaïa(1896)

Le 13 février 1920, le grand-duc André et sa mère quittent la Russie à bord d'un navire italien et accostent à Venise. La grande-duchesse Maria Pavlovna s'éteint à Contrexéville le 6 septembre 1920.
Il épouse enfin en 1921, à Cannes, sa maîtresse, la ballerine Mathilde Felixovna Kschessinskaïa, une fois sa mère morte, et reconnaît son fils Vladimir devenu plus tard, le prince Vladimir Andreïevitch Romanov. On ne sut jamais exactement qui fut le père de cet enfant, car la ballerine russe compta plusieurs amants parmi les membres de la famille impériale de Russie: les frères aînés et les cousins d'André de Russie : les grands-ducs Cyrille et le futur empereur Nicolas II (avant son mariage) et le grand-duc Serge Mikhaïlovitch. Comme elle le narra dans ses Mémoires, elle eut un coup de foudre pour le grand-duc André malgré les sept ans qui les séparaient.
Le grand-duc et sa famille s'installent à Paris, dans un petit hôtel particulier au 10, villa Molitor, dans le XVIe arrondissement et le grand-duc ayant de moins en moins de quoi vivre vécut grâce aux leçons de danse que donnait son épouse au rez-de-chaussée. Il fut l'un des rares membres de la famille Romanov à croire les dires d'Anna Anderson. Cette dernière se présentait alors comme la grande-duchesse Anastasia, fille cadette du défunt Nicolas II. À sa première rencontre avec Anna Anderson, il déclara que son visage était marqué d'une profonde tristesse, mais que lorsqu'elle souriait, c'était vraiment Anastasia. Il lui offrit une assistance financière à vie.
Pendant la Seconde Guerre mondiale, son fils, le prince Vladimir fut considéré par le parti nazi comme un jeune russe pro-soviétique et il fut détenu pendant 119 jours au camp de Royallieu. Le grand-duc André essaya de jouer de ses relations parmi les Allemands et les Russes blancs de Paris, pour obtenir la libération de son fils, mais il ne reçut aucun soutien. Contrairement à son frère le grand duc Cyrille, il se tint à l'écart de la politique et préférait jouer aux cartes ou au golf avec son frère Boris et sa belle-sœur. Il vécut ses dernières années dans la gêne.

## Décès et inhumation

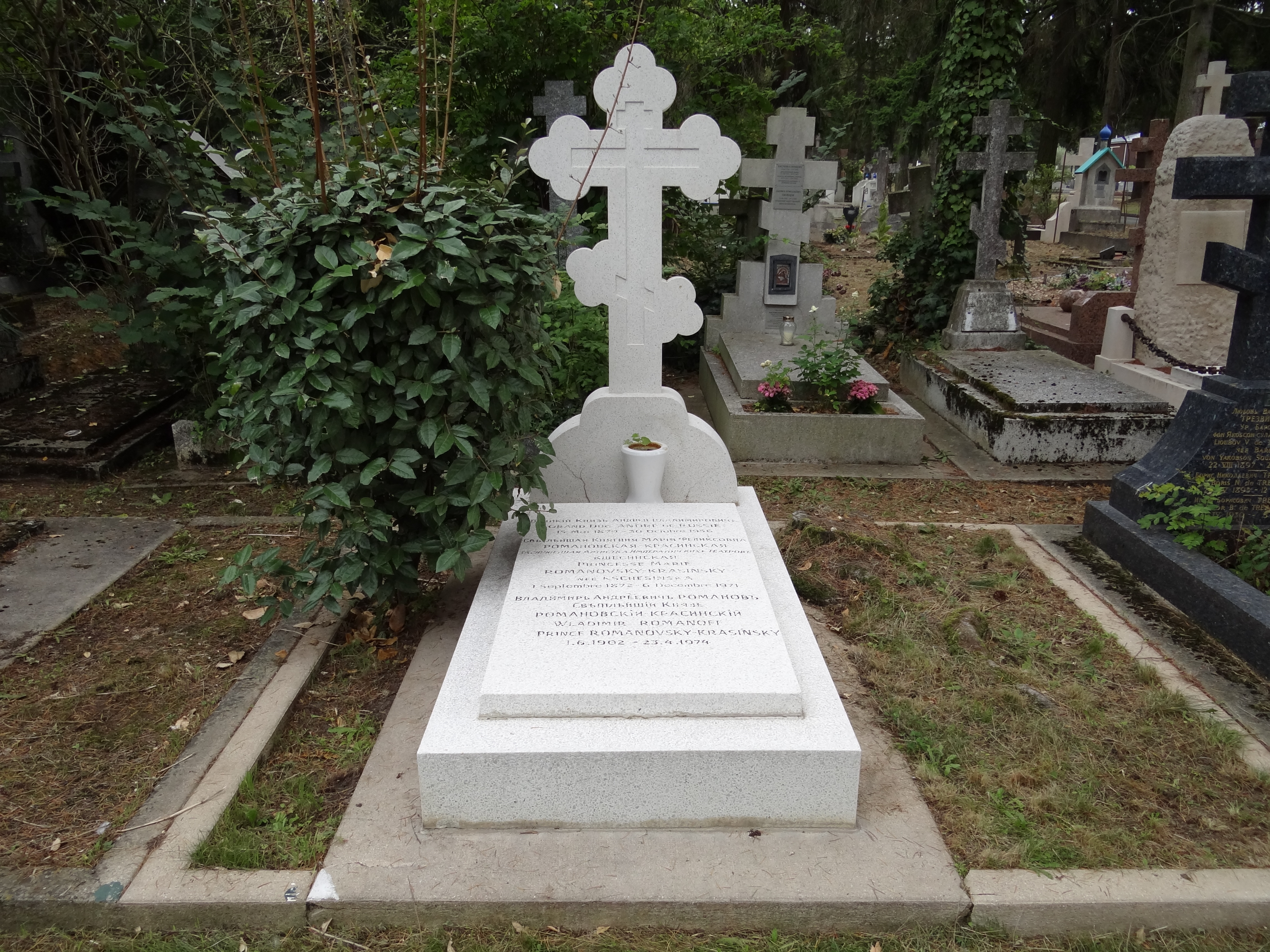
La tombe d'André Vladimirovitch de Russie et de sa famille au cimetière russe de Sainte-Geneviève-des-Bois (Essonne).

Le grand-duc André de Russie est mort le 30 octobre 1956. Il est inhumé ainsi que son épouse et son fils, au cimetière orthodoxe de Sainte-Geneviève-des-Bois.

## Généalogie
André Vladimirovitch de Russie appartient à la première branche de la Maison d'Oldenbourg-Russie (Holstein-Gottorp-Romanov), issue de la première branche de la maison Holstein-Gottorp, elle-même issue de la première branche de la maison d'Oldenbourg. Il est le petit-fils d'Alexandre II de Russie et de Marie de Hesse et du Rhin et de Frédéric-François II de Mecklembourg-Schwerin et d'Augusta Reuß zu Schleiz-Köstritz.

## Sources
- Généalogie des rois et des princes de Jena-Charles Volkmann. Édition Jean-Paul Gisserot (1998)
- Peter Kurth: The Riddle of Anna Anderson, Back Bay Books, 1983  (ISBN 0-316-50717-2)
- Curtis Perry et John Constantine Pleschakov : The Flight of the Romanov, Basic Books, 1999  (ISBN 0-465-02462-9)